# Oro (sång)
"Oro" är en sång skriven av Dejan Ivanović, komponerad av Željko Joksimović och framförd av den serbiska sångerskan Jelena Tomašević. Den representerade Serbien i Eurovision Song Contest 2008 i Belgrad. Serbien hade direktkvalificerat sig för finalen eftersom de hade vunnit hela tävlingen året innan. Den 24 maj 2008 framförde Tomašević låten tillsammans med Bora Dugić i finalen och slutade på sjätte plats av tjugofem framförda bidrag med 160 poäng.